# 3. HVL 1999.
Treća hrvatska vaterpolska liga je predstavljala treći rang hrvatskog vaterpolskog prvenstva u sezoni 1999., te je bila podijeljena u tri skupine – Dubrovnik, Šibenik i Split, čiji su prvaci potom razigravali za prvaka 3. HVL. 

## Ljestvice i sudionici

### Dubrovnik
- prvak Šipan (Šipanska Luka)

### Split
Ljestvica
| mj | klub                 | ut | pob | ner | por | gol+ | gol- | bod |
| -- | -------------------- | -- | --- | --- | --- | ---- | ---- | --- |
| 1. | Pauk Marina          | 8  |     |     |     |      |      | 14  |
| 2. | Korenat Dugi Rat     | 8  |     |     |     |      |      | 12  |
| 3. | Omiš                 | 8  |     |     |     |      |      | 8   |
| 4. | Dupin Tučepi         | 8  |     |     |     |      |      | 6   |
| 5. | Okruk (Okrug Gornji) | 8  |     |     |     |      |      | 4   |

### Šibenik
- prvak Šibenski Funcuti (Šibenik)

### Doigravanje za prvaka
Sudionici: 
- Pauk Marina
- Šibenski Funcuti (Šibenik)
- Šipan (Šipanska Luka)

## Vanjske poveznice
- hvs.hr